# Uriel Davidi
Hakham Uriel Davidi (hebreiska: אוריאל דוידי) född 1922 i Khansar i Iran, död 24 december 2006 i Neve Yaakov i Jerusalem i Israel, var en iransk överrabbin tillhörande den judiska gemenskapen i Iran.

## Uppväxt
Uriel Davidi föddes 1922 i den judiska stadsdelen i Khānsār, en stad i Iran med en lång historia av judisk närvaro. Han tillhörde det judeo-khansariska samfundet och växte upp i en rabbinsk familj med flera generationer religiösa ledare före honom. Hans far, hakham Meir Davidi, var själv rabbin, och Uriel fostrades i en lärd tradition präglad av studier i Torah och judisk lag. Det förväntades tidigt att han skulle följa i sina fäders fotspår som andlig ledare för Irans judar.

## Karriär
Efter att ha flyttat till Teheran kom Uriel Davidi att bli en allt mer framträdande gestalt inom det judiska samhället i Iran. Tillsammans med den dåvarande överrabbinen hakham Yedidia Shofet representerade han den judiska befolkningen vid årliga audiensbesök hos shah Mohammad Reza Pahlavi under 1970-talet. Efter den islamiska revolutionen 1979 ingick han i en delegation från Teherans judiska församling som mötte den nya islamiska republikens ledarskap, i syfte att trygga judarnas rättigheter under det nya styret.
När hakham Shofet emigrerade till USA blev Davidi Irans officiella överrabbin och tjänstgjorde i denna roll från 1980 till 1994. Under denna period höll han regelbundna religiösa föreläsningar varje lördagseftermiddag i Darvaz-e Dolat-synagogan i Teheran. Han förrättade även bröllop och tjänade som mohel. Han gick bland  persiska judar under namnet ”Hakham Uriel”.

## Privatliv
Uriel Davidi flyttade till Jerusalem den 17 januari 1994 och bodde sina sista tolv år i stadsdelen Neve Yaakov. Han avled den 24 december 2006. En av hans söner, rabbin Nissim Davidi, är kashrutansvarig vid Rabbinical Council of California i Los Angeles och är, liksom sin far och farfar, utbildad mohel.  Hans sonson och namne, Uriel Davidi, är verksam som sångare inom den amerikanska chareidi-judiska musikscenen, där han uppträder under artistnamnet “Uri Davidi”.

## Galleri

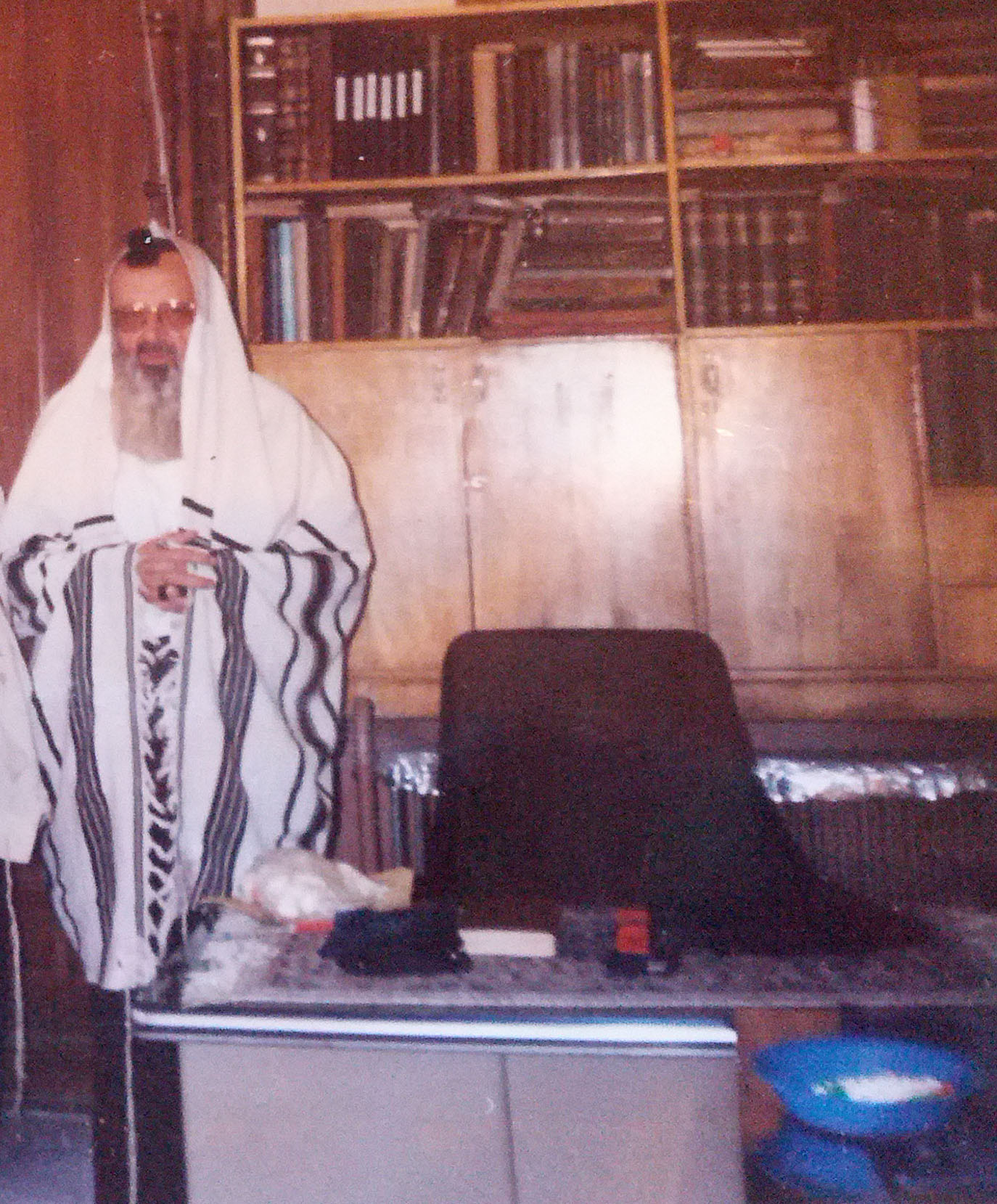
Uriel Davidi i Teheran
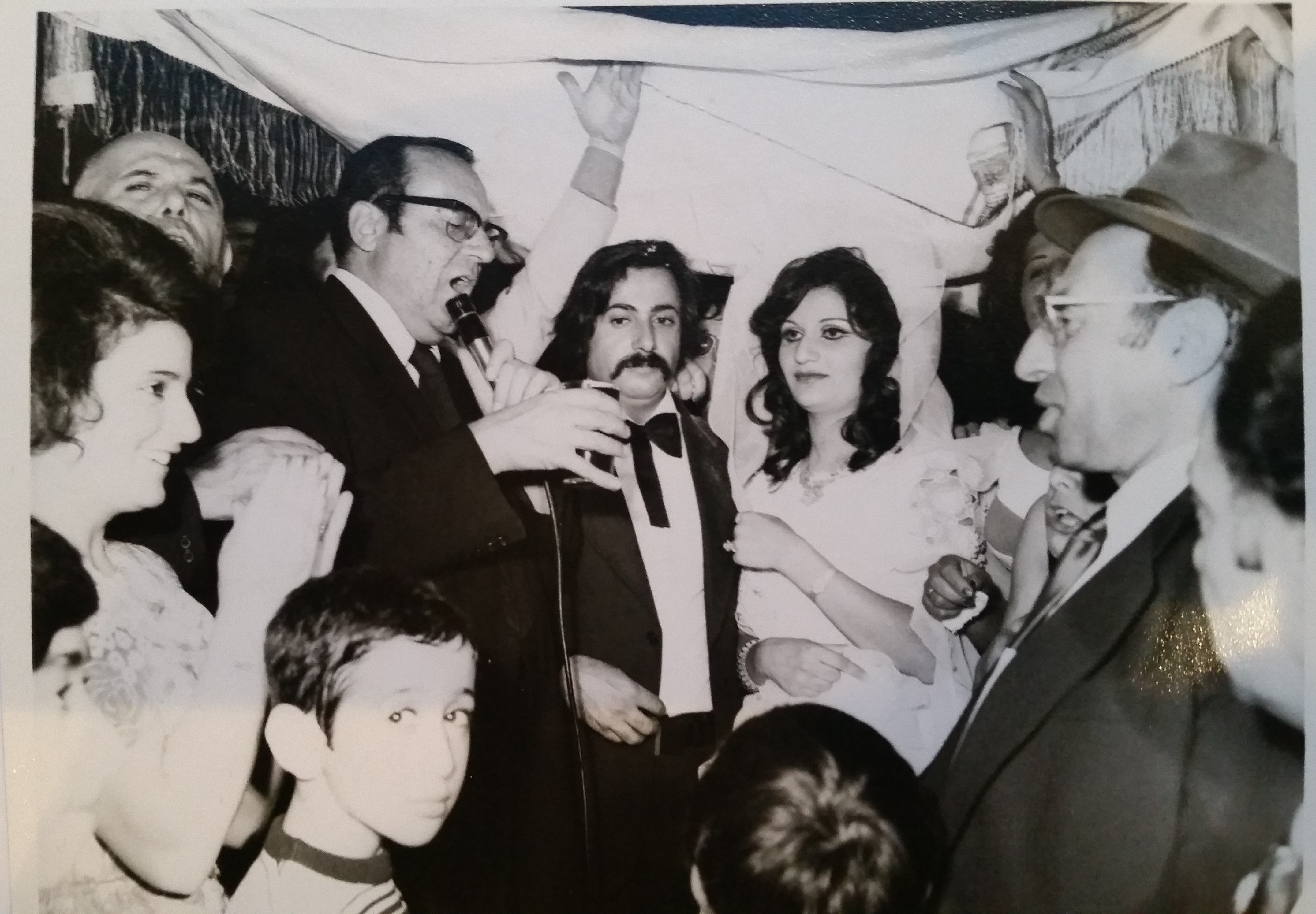
Hakham Uriel som vigselförrättare i Teheran 1975